# Không gian giao tiếp

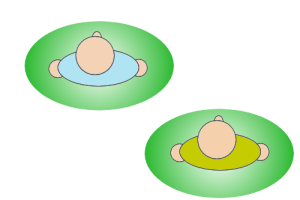
Hai người không gây ảnh hưởng đến không gian cá nhân của nhau

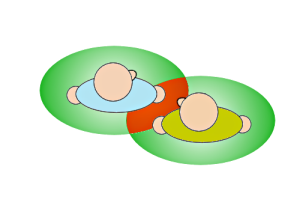
Phản ứng của hai người có vùng không gian cá nhân xung đột

Không gian giao tiếp là các nghiên cứu về những yêu cầu của con người và ảnh hưởng của mật độ dân số đối với hành vi, giao tiếp và tương tác xã hội. Không gian giao tiếp là một trong những phạm trù nằm trong nghiên cứu về giao tiếp phi ngôn ngữ, bao gồm xúc giác (sự tiếp xúc), cử chỉ (sự chuyển động cơ thể), phổ âm và cấu trúc thời gian.
Không gian giao tiếp có thể được định nghĩa như "các chuỗi quan sát và học thuyết về phương thức sử dụng không gian của con người đặc biệt theo một quy tắc đặc biệt của văn hóa". Edward T. Hall, nhà nhân văn học đã chỉ ra thuật ngữ này vào năm 1963, nhấn mạnh hành vi không gian giao tiếp (cách thức sử dụng không gian) trong giao tiếp giữa các cá nhân. Hall tin rằng giá trị của nghiên cứu không gian giao tiếp không chỉ dừng lại ở ứng dụng của việc đánh giá cách con người tương các với nhau trong cuộc sống hàng ngày, mà còn là "sự sắp đặt không gian trong nhà và các tòa nhà của họ, và cuối cùng là sự sắp đặt địa phương của họ." Trong nghiên cứu của ông về không gian giao tiếp, Hall tách học thuyết của mình thành hai phạm trù tổng quát là không gian cá nhân và lãnh thổ. Không gian cá nhân được miêu tả là những không gian hiện tại xung quanh một cá nhân, trong khi đó lãnh thổ lại là khu vực mà mỗi cá nhân "chiến đấu để chiếm giữ" và phòng thủ trước những người khác.

## Không gian cá nhân

Vòng phản ứng các nhân của Edward T. Hall đo bằng feet và mét

- Khoảng cách thân mật khi ôm, tiếp xúc và thì thầm
  - Khoảng gần – nhỏ hơn 6 inch (15 cm)
  - Khoảng xa – 6 đến 18 inch (15 đến 46 cm)
- Khoảng cách cá nhân khi tương tác giữa bạn thân hay người nhà
  - Khoảng gần – 1.5 đến 2.5 feet (46 đến 76 cm)
  - Khoảng xa – 2.5 đến 4 feet (76 đến 122 cm)
- Khoảng cách xã hội khi giao tiếp với người quen biết
  - Khoảng gần – 4 đến 7 feet (1.2 đến 2.1 m)
  - Khoảng xa – 7 đến 12 feet (2.1 đến 3.7 m)
- Khoảng cách công cộng khi phát ngôn trước công chúng
  - Khoảng gần – 12 đến 25 feet (3.7 đến 7.6 m)
  - Khoảng xa – 25 feet (7.6 m) hoặc xa hơn

Không gian cá nhân là khu xung quanh một cá nhân coi nó là của mình một cách vô thức. Hầu hết mọi người đánh giá cao không gian cá nhân của mình và cảm thấy không thoải mái, tức giận hoặc lo lắng khi không gian cá nhân của họ bị xâm lấn. Sự cho phép ai đó đi vào không gian cá nhân và đi vào không gian cá nhân của một người nào đó là thước đo mức độ mối quan hệ của con người. Vùng thân mật là dành cho bạn thân, người yêu, con cái và những người ruột thịt. Một vùng khác được sử dụng cho trò chuyện giữa bạn bè, với tổ chức và thảo luận nhóm. Một vùng rộng hơn dành cho người lạ, những nhóm mới và những người mới quen. Vùng thứ tư dùng cho diễn thuyết, giảng dạy và kịch, về cơ bản, khoảng cách xã hội là vùng dành cho một lượng khán giả lớn hơn.
Gia nhập vào không gian cá nhân của một ai đó thường biểu thị của tính gia đình và đôi khi là tình thân. Tuy nhiên, trong xã hội hiện đại, nhất là trong cộng đồng thành thị đông đúc, rất khó để duy trì không gian cá nhân, ví dụ như khi trên một chuyến tàu, trong thang máy hay một con phố đông đúc. Mặc dù nó được chấp nhận như một hiện thực của cuộc sống, nhưng một số người có tâm lý bị làm phiền hoặc không thoải mái trong khoảng không vật lý này. Trong hoàn cảnh phi cá nhân, đông đúc thì giao tiếp bằng mắt gần như là điều cấm kị. Kể cả ở những nơi đông đúc, duy trì không gian cá nhân vẫn là điều quan trọng, sự thân mật và những tiếp xúc giới tính, như là cọ xát hay mò mẫm là những tiếp xúc vật lý không thể chấp nhận.
Amiđan được coi là một phần trong quá trình phản ứng trước sự xâm phạm không gian cá nhân vì sự biến của chúng khi bị tổn thương và kích thích khi con người tiếp cận vật lý. Các nghiên cứu chỉ ra mối liên hệ giữa amiđan với những cảm xúc phản ứng đối với sự gần gũi với những người khác. Đầu tiên, nó sẽ bị kích thích bởi sự tiếp xúc. Thứ hai, những người bị tổn thương song phương ở amiđan, giống như các trường hợp bệnh nhân S.M., thường ít có cảm giác về ranh giới của không gian cá nhân. Các nhà nghiên cứu ghi nhận rằng: "Chúng tôi đang tìm manh mối cho việc amiđan có thể là trung gian cho lực đẩy duy trì một khoảng cách tối thiểu giữa con người. hơn nữa, kết quả mà chúng tôi tìm ra cho thấy những chú khỉ với tổn thương amiđan song phương thường gần gũi với những chú khỉ khác và con người nhiều hơn, một việc mà chúng tôi cho rằng bắt nguồn từ sự vắng mặt của yếu tố phản ứng mạnh khi không gian cá nhân bị xâm phạm."
Không gian cá nhân của mỗi người thường gắn liền với họ cho dù họ đi bất cứ đâu. Nó chính là hình thức lãnh thổ không thể xâm phạm. Theo Hall, không gian và tư thế của cơ thể là những phản ứng không chủ ý đối với những biến động hoặc thay đổi của giác quan, chẳng hạn như sự thay đổi tinh tế trong thanh âm và cao độ giọng nói của một người. Theo những sự mô tả dưới đây thì khoảng cách xã hội chắc chắn có sự tương quan với khoảng cách vật lý, cũng tương tự như vậy với khoảng cách thân thiết và khoảng cách cá nhân. Hall không cho đó là một thước đo cho sự định hướng nghiêm ngặt được giải nghĩa chính xác hành động con người, mà hơn hết đó là một hệ thống đánh giá ảnh hưởng của khoảng cách tới giao tiếp và sự ảnh hưởng này đa dạng như thế nào giữa các nền văn hóa và điều kiện môi trường khác nhau.

### Sinh trắc học
Bổ sung cho khoảng cách vật lý, mức độ thân mật trong đối thoại có thể xác định bởi "hệ trục xã hội" hay "góc hình thành bởi các trục vai của người đối thoại". Hall còn nghiên cứu về kết hợp của cử chỉ giữa hai cá nhân bao gồm nằm, ngồi và đứng. Những tư thế đa dạng này bị ảnh hưởng bởi một loạt các yếu tố phi ngôn ngữ được liệt kê dưới đây.
- Yếu tố vận động: Phạm trù này đề cập đến việc những người tham gia tiếp xúc gần gũi như thế nào, từ hoàn toàn bên ngoài khoảng cách tiếp xúc đến những tiếp xúc vật lý, khi mà cơ thể tiếp xúc với nhau và ở một tư thế nhất định.
- Quy tắc tiếp xúc: Phạm trù hành vi này quan tâm tới cách mà người tham gia tiếp xúc với một người khác, chẳng hạn như vuốt ve, ôm, cảm nhận, ghì chặt, chạm nhẹ, dựa vào nhau, tình cờ cọ xát, hoặc không hề tiếp xúc.
- Quy tắc trực quan: Phạm trù này biểu thị số lượng giao tiếp bằng ánh mắt giữa những người tham gia. Bốn phạm trù con trong đó được sắp xếp theo mức độ từ giao tiếp mắt-với-mắt cho đến không hề có sự giao tiếp bằng mắt.
- Quy tắc nhiệt: Phạm trù này biểu thị lượng nhiệt cơ thể mà mỗi người tham gian nhận được từ người khác. Bốn phạm trù con được xác định là: tiến hành sinh nhiệt, bức xạ sinh nhiệt, có thể sinh nhiệt, và không tạo ra nhiệt.
- Quy tắc khứu giác: Phạm trù này đề cập đến loại và mức độ phát hiện mùi bởi mỗi người tham gia với người khác.
- Âm lượng giọng nói: Phạm trù đề cập tới nỗ lực phát âm sử dụng trong lời nói. Bảy phạm trù con xác định là: im lặng, rất nhỏ, nhỏ, bình thường, bình thường +, lớn và rất lớn.

### Không gian tâm lý học thần kinh
Tâm thần học miêu tả không gian cá nhân trong giới hạn các loại ‘sự gần gũi’ đối với cơ thể
- Không gian cá nhân bổ sung: Không gian tồn tại bên ngoài tầm với của cá nhân.
- Không gian trong tầm với: Không gian nằm trong tầm với của bất kì chi nào của cá nhân. Do đó "nằm trong tầm tay" nghĩa là nằm trong peripersonal space của một người.
- Không gian tiếp xúc: Là không gian ngay bên ngoài cơ thể con người cũng có thể là ngay gần có thể chạm tới. Nhận thức thị giác và thính giác đều ảnh hưởng tới không gian này, ví dụ như có thể nhìn thấy một chiếc lông vũ không chạm vào da của họ nhưng vẫn có thể cảm nhận mơ hồ như chạm nhẹ khi nó lơ lửng ngay bên trên bàn tay họ. Những ví dụ khác như là gió thổi, luồng không khí, sự tỏa nhiệt...[9]

Previc còn chia nhỏ không gian cá nhân bổ sung thành không gian cá nhân tiêu cự bổ sung, không gian cá nhân hành động bổ sung và không gian cá nhân môi trường bổ sung. Không gian cá nhân tiêu cự bổ sung là khoảng không nằm ngang theo đường thái dương – trán, gắn liền với vị trí của mắt và liên tham gia vào sự tìm kiếm và nhận thức vật thể. Không gian cá nhân hành động bổ sung nằm trên đường thái dương – trán, liên quan đến định hướng và chuyển động trong không gian địa hình. Không gian cá nhân hành động bổ sung cung cấp "sự hiện diện" của thế giới chúng ta. Không gian cá nhân môi trường bổ sung điều khiển tư thế và định hướng với mặt đất cố định/ không gian trọng trường.

## Yếu tố văn hóa
Không gian cá nhân là rất khác nhau, điều này có thể do sự khác biệt văn hóa và kinh nghiệm cá nhân. Người Mỹ được xem xét là tương đồng đáng kể với người ở Trung và Bắc Âu, ví dụ như người Đức, Benelux, Scandinavia và Anh. Điểm khác biệt chính là các công dân Mỹ muốn giữ không gian cởi mở giữa họ và những người đối thoại với họ (khoảng 4 feet (1.2 m) so với 2–3 feet (0,6-0,9 m) ở châu Âu). Các phong tục chào hỏi ở các khu vực này và Mỹ gần như giống nhau, bao gồm tiếp xúc cơ thể tối thiểu mà thường vẫn còn giới hạn trong một cái bắt tay đơn giản. Những người sống ở nơi có mật độ dân số cao thường có yêu cầu thấp về không gian cá nhân. Công dân của Ấn Độ hay Nhật Bản thường có không gian cá nhân nhỏ hơn những người ở thảo nguyên Mông Cổ, đối với cả nhà ở và không gian riêng. Những khó khăn có thể tạo ra bởi sai lầm trong giao tiếp đa văn hóa do khác biệt kì vọng về không gian cá nhân.
Trong văn hóa của người Châu âu, không gian cá nhân đã thay đổi mang tính lịch sử kể từ thời kì La Mã, kèm theo đó là những ranh giới của không gian cộng đồng và riêng tư. Chủ đề này đã được khám phá trong cuốn Lịch sử của cuộc sống cá nhân (2001) với sự dồng biên soạn của Philippe Ariès và Georges Duby. Không gian cá nhân cũng bị ảnh hưởng bởi địa vị xã hội của một người, cá nhân càng giàu có thì càng kì vọng về một không gian cá nhân lớn hơn.
Hall chú ý rằng những nên văn hóa khác nhau duy trì những tiêu chuẩn về không gian cá nhân khác nhau. Trong Francavilla Model of Cultural Types (tạm dịch: Những loại hình mẫu văn hóa của Francavilla) chỉ ra sự biến đổi trong phẩm chất tương tác cá nhân, chia rõ thành ba cực:
- văn hóa "hoạt động tuyến tính": được mô tả là lạnh lùng và quyết đoán (Đức, Na Uy, Mỹ)
- văn hóa "phản ứng": đặc trưng như sự sẵn lòng giúp đỡ và không đối đầu (Việt Nam, Trung Quốc, Nhật Bản)
- văn hóa "đa hoạt động": đặc trưng là sự nhiệt tình và bốc đồng (Argentina, Brazil, Mexico, Italy).

Biết tới và công nhận sự khác biệt văn hóa này nâng cao sự thấu hiểu giao lưu văn hóa và giúp loại bỏ những khó chịu mà con người có thể cảm nhận khi mà khoảng cách giữa các cá nhân là quá lớn (kín đáo) hoặc quá nhỏ (xâm phạm).

### Sự thích ứng
Con người tạo ra kì vọng và điều chỉnh yêu cầu về không gian cá nhân của mình. Một số mối quan hệ cho phép sự điều chỉnh về không gian các nhân bao gồm, quan hệ gia đình, quan hệ tình cảm, tình bạn và người thân thuộc, mà có mức độ tin tưởng và thấu hiểu cá nhân cao hơn. Thêm vào đó, trong những hoàn cảnh nhất định, khi mà những yêu cầu đơn giản về không gian bình thường không được đáp ứng, như là ở nơi chung chuyển công cộng hay thang máy, yêu cầu về không gian cá nhân cũng được điều chỉnh theo.
Theo nhà tâm lý học Robert Sommer, một phương thức để đối phó với xâm phạm không gian cá nhân là phi nhân hóa. Ông chỉ ra rằng khi ở trên tàu điện ngầm, đám đông thường tưởng tượng rằng những sự xâm phạm vào không gian cá nhân của họ là vô tri vô giác. Hành vi là một phương thức khác: khi một người có ý định nói chuyện với một ai đó có thể xảy ra tình huống ở đó sẽ xảy ra là một người tiến lên để có khoảng cách đối thoại và người mà họ đang nói chuyện cùng sẽ lùi lại để khôi phục không gian cá nhân của mình.

## Lãnh thổ
Có bốn dạng của lãnh thổ con người trong thuyết không gian giao tiếp. Đó là: 
- Khu vực công cộng: một nơi mà bất kể ai có thể gia nhập vào. Loại lãnh thổ này hiếm khi nằm trong sự kiểm soát cố định của chỉ một người. Tuy nhiên, mọi có thể đến và tạm thời sử dụng khu vực công cộng.
- Khu vực tương tác: nơi mà con người có thể tụ họp một cách không chính thức
- Khu vực nhà: nơi mà con người có thể liên tục kiểm soát khu vực cá nhân của họ
- Khu vực thân thể: không gian bao quanh chúng ta tức thời

Những mức độ khác nhau của lãnh thổ này, bổ sung cho những yếu tố liên quan tới không gian cá nhân, gợi ý cho chúng ta cách giao tiếp và tạo ra những hành vi thích hợp được kì vọng.

## Ứng dụng nghiên cứu
Trong sự phát triển của công nghệ truyền thông, thì các quy luật về không gian giao tiếp cũng được xem trọng. Mặc dù khoảng cách vật lý không được đáp ứng khi mà con người được kết nối trực tuyến, có thể nỗ lực tạo ra sự gần gũi, và một vài nghiên cứu đã cho thấy đó là một chỉ số quan trọng trong hiệu quả của công nghệ truyền thông ảo. Những nghiên cứu này chỉ ra rằng những yếu tố cá nhân và hoàn cảnh ảnh hưởng tới cách mà chúng ta cảm thấy gần gũi với một người hay không, bỏ qua yếu tố khoảng cách. Hiệu quả tiếp xúc ban đầu có thể là xu hướng tích cực của một người đối với những ai họ đã từng có tiếp xúc thể chất. Tuy nhiên, những nghiên cứu gần đây đã đưa hiệu ứng này vào trong giao tiếp trực tuyến. Việc này cho thấy ai đó càng tiếp xúc trực tuyến với một người khác càng dễ dàng hình dung được diện mạo và không gian làm việc của người đó, vì thế có thể tăng cường liên kết cá nhân. Tăng cường giao tiếp cũng được nhìn nhận là cách để bồi dưỡng nền tảng chung, hoặc cảm nhận về nhận dạng với một người khác, điều sẽ dẫn đến những nhận xét tích cực về người đó. Một vài nghiên cứu nhấn mạnh tầm quan trọng của việc chia sẻ lãnh thổ vật lý trong xây dựng nền tảng chung, trong khi những người khác lại nghĩ rằng nền tảng chung có thể được xây dựng trực tuyến bằng cách giao tiếp thường xuyên.
Nhiều nghiên cứu về lĩnh vực Giao tiếp, Tâm lý học và xã hội học, nhất là trong phạm trù tổ chức hành vi, đã chứng minh rằng sự gần gũi về thể chất có thể tăng khả năng làm việc cùng nhau của con người. Đối mặt với việc tương tác thường được dùng như một công cụ để duy trì văn hóa, phân quyền và chuẩn mực của một tổ chứ hay cơ quan, một phần của nghiên cứu nói về sự ảnh hưởng của sự gần gũi khi sử dụng công nghệ truyền thông. Tầm quan trọng của sự gần gũi về thể chất giữa đồng nghiệp cũng thường được nhấn mạnh.

### Điện ảnh
Không gian giao tiếp là một phần thiết yếu trong dàn cảnh điện ảnh, vị trí của nhân vật, đạo cụ và khung hình dựng cảnh tạo ra trọng lượng và chuyển động hình ảnh. Có hai phương diện của không gian giao tiếp cần được xem xét trong hoàn cảnh này, đầu tiên là không gian giao tiếp nhân vật, điều đưa ra câu hỏi là: Không gian thế nào là đủ giữa hai nhân vật? Điều gì gợi ý cho các nhân vật cần gần gũi (hay ngược lại là cách xa nhau) đối với nhau? Liệu khoảng cách có thay đổi theo tiến trình của bộ phim? Và, liệu khoảng cách có phụ thuộc vào những yếu tố khác của bộ phim? Một điều nữa cần đắn đó là không gian giao tiếp của máy quay, với chỉ một câu hỏi: Máy quay cần cách nhân vật/ hành động bao xa? Phân tích không gian máy quay thường liên quan tới các hệ thống hình mẫu không gian giao tiếp của Hall như góc quay thường dùng để tạo ra những khung hình cụ thể, với khung hình xa hoặc cực xa sẽ diễn tả không gian giao tiếp công cộng, khung hình đầy đủ (đôi khi gọi là khung hình, toàn cảnh hoặc khung hình xa trung bình) sẽ thể hiện không gian giao tiếp xã hội, khung hình trung bình thể hiện không gian giao tiếp cá nhân, và góc quay sát hoặc cực sát sẽ thể hiện không gian giao tiếp thân thiết.
- Khung hình xa—không gian giao tiếp công cộng
- Khung hình đầy đủ—không gian giao tiếp xã hội
- Khung hình trung bình—không gian giao tiếp cá nhân
- Góc quay sát—không gian giao tiếp thân thiết

Nhà phân tích điện ảnh Louis Giannetti đã tin rằng, nhìn chung, khoảng cách càng lớn giữa máy quay và vật thể (nói theo cách khác, là không gian giao tiếp công cộng), càng duy trì cảm giác trung tính của khán giả, trong khi máy quay gần hơn với nhân vật, thì cảm xúc của khán giả càng gắn chặt hơn với nhân vật. Hoặc như diễn viên/đạo diễn Charlie Chaplin đã nói: "Cuộc đời là chính kịch khi chúng ta nhìn thật gần, nhưng lại là một hài kịch trong khung hình xa."

### Không gian giao tiếp trong hùng biện
Không gian giao tiếp là công cụ đặc biệt nổi bật được tiến hành trong các cuộc thi hung biện và tranh luận. Đặc biệt, ứng dụng của nó là không thể thiếu trong quy tắc tranh luận. Ứng dụng của không gian giao tiếp trong quy tắc tranh luận đã được phổ cập vào năm 2015 bởi Matt Struth, nghiên cứu sinh của Đại học Minnesota và cũng là một thần tượng hùng biện. Struth phân tích triết học rằng không gian giao tiếp trong không gian hùng biện, thông qua điều chỉnh một cách chiến thuật không gian của họ đối với thu hút các giám khảo và đạt được lợi thế hơn so với đối thủ, là quan trọng tương đương với nội dung chính thức trong lập luận của họ. Kể từ khi nó trở nên phổ biến trong cộng đồng hùng biện, không gian giao tiếp đã trở thành một kỹ năng hùng biện tiên tiến và là điều mà các giám khảo tìm kiến khi học đánh giá về sự thuyết phục.